# Aspach (Haut-Rhin)
Pour les articles homonymes, voir Aspach.
Aspach [aspak]  est une commune française située dans l'aire d'attraction de Mulhouse et faisant partie de la collectivité européenne d'Alsace (circonscription administrative du Haut-Rhin), en région Grand Est.
Cette commune se trouve dans la région historique et culturelle d'Alsace.

## Géographie

### Localisation
Village faisant partie de l'arrondissement et du canton d'Altkirch.
Il s'étend sur un plateau du Sundgau entre les vallées de l'Ill et de la Largue, à 2 km d'Altkirch, 12 km de Dannemarie, 27 km de Thann et 17 km de Mulhouse.

### Hydrographie

#### Réseau hydrographique
La commune est dans le bassin versant du Rhin au sein du bassin Rhin-Meuse. Elle est drainée par le Zipfelgraben,.

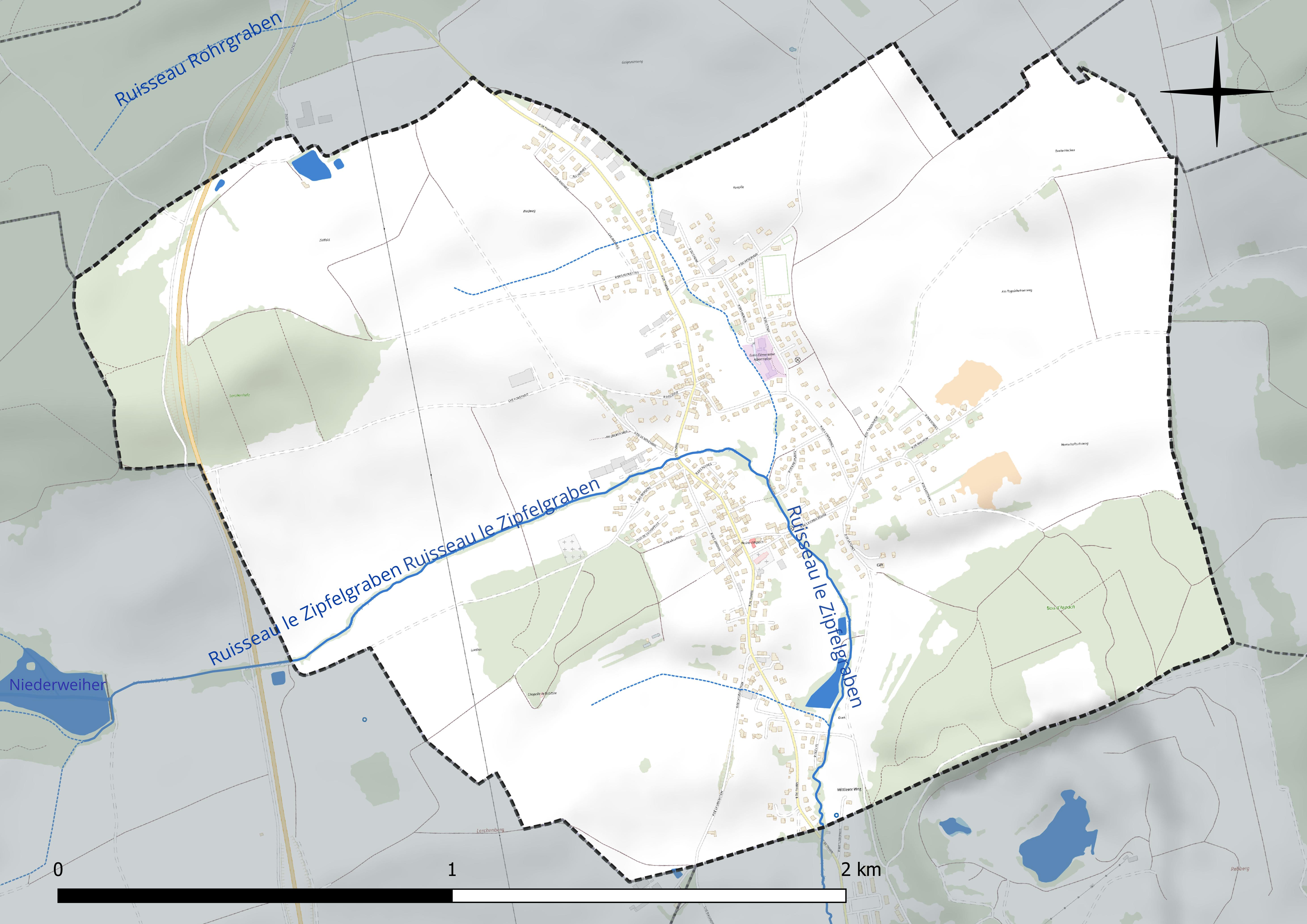
Réseau hydrographique d'Aspach.

#### Gestion et qualité des eaux
Le territoire communal est couvert par le schéma d'aménagement et de gestion des eaux (SAGE) « Largue ». Ce document de planification concerne le bassin versant de la Largue et une zone située à l'ouest du périmètre (la région de Montreux). Ce territoire s'étend sur 385 km2. Le périmètre a été arrêté le 4 mars 1996 et le SAGE proprement dit a été approuvé le 24 septembre 1999 puis révisé le 17 mai 2016. La structure porteuse de l'élaboration et de la mise en œuvre est le Syndicat mixte pour l'aménagement et la renaturation du bassin versant de la Largue et du secteur de Montreux, qui a évolué en Epage le 1er janvier 2018, sous le nom de Epage Largue.
La qualité des cours d’eau peut être consultée sur un site dédié géré par les agences de l’eau et l’Agence française pour la biodiversité.

### Climat
Pour des articles plus généraux, voir Climat du Grand Est et Climat du Haut-Rhin.
En 2010, le climat de la commune est de type climat des marges montargnardes, selon une étude du Centre national de la recherche scientifique s'appuyant sur une série de données couvrant la période 1971-2000. En 2020, Météo-France publie une typologie des climats de la France métropolitaine dans laquelle la commune est exposée à un climat semi-continental et est dans la région climatique Vosges, caractérisée par une pluviométrie très élevée (1 500 à 2 000 mm/an) en toutes saisons et un hiver rude (moins de 1 °C).
Pour la période 1971-2000, la température annuelle moyenne est de 10 °C, avec une amplitude thermique annuelle de 17,7 °C. Le cumul annuel moyen de précipitations est de 877 mm, avec 9,2 jours de précipitations en janvier et 9,8 jours en juillet. Pour la période 1991-2020, la température moyenne annuelle observée sur la station météorologique de Météo-France la plus proche, « Carspach », sur la commune de Carspach à 3 km à vol d'oiseau, est de 11,0 °C et le cumul annuel moyen de précipitations est de 827,7 mm. 
La température maximale relevée sur cette station est de 38,1 °C, atteinte le 4 août 2022 ; la température minimale est de −17,7 °C, atteinte le 5 février 2012,,.
Les paramètres climatiques de la commune ont été estimés pour le milieu du siècle (2041-2070) selon différents scénarios d'émission de gaz à effet de serre à partir des nouvelles projections climatiques de référence DRIAS-2020. Ils sont consultables sur un site dédié publié par Météo-France en novembre 2022.

## Urbanisme

### Typologie
Au 1er janvier 2024, Aspach est catégorisée bourg rural, selon la nouvelle grille communale de densité à sept niveaux définie par l'Insee en 2022.
Elle appartient à l'unité urbaine d'Altkirch, une agglomération intra-départementale regroupant trois  communes, dont elle est une commune de la banlieue,,. Par ailleurs la commune fait partie de l'aire d'attraction de Mulhouse, dont elle est une commune de la couronne,. Cette aire, qui regroupe 132 communes, est catégorisée dans les aires de 200 000 à moins de 700 000 habitants,.

### Occupation des sols
L'occupation des sols de la commune, telle qu'elle ressort de la base de données européenne d’occupation biophysique des sols Corine Land Cover (CLC), est marquée par l'importance des territoires agricoles (70,3 % en 2018), en diminution par rapport à 1990 (74,1 %). La répartition détaillée en 2018 est la suivante : terres arables (39,4 %), zones agricoles hétérogènes (30,9 %), zones urbanisées (15,6 %), forêts (13,1 %), mines, décharges et chantiers (1 %). L'évolution de l’occupation des sols de la commune et de ses infrastructures peut être observée sur les différentes représentations cartographiques du territoire : la carte de Cassini (XVIIIe siècle), la carte d'état-major (1820-1866) et les cartes ou photos aériennes de l'IGN pour la période actuelle (1950 à aujourd'hui).

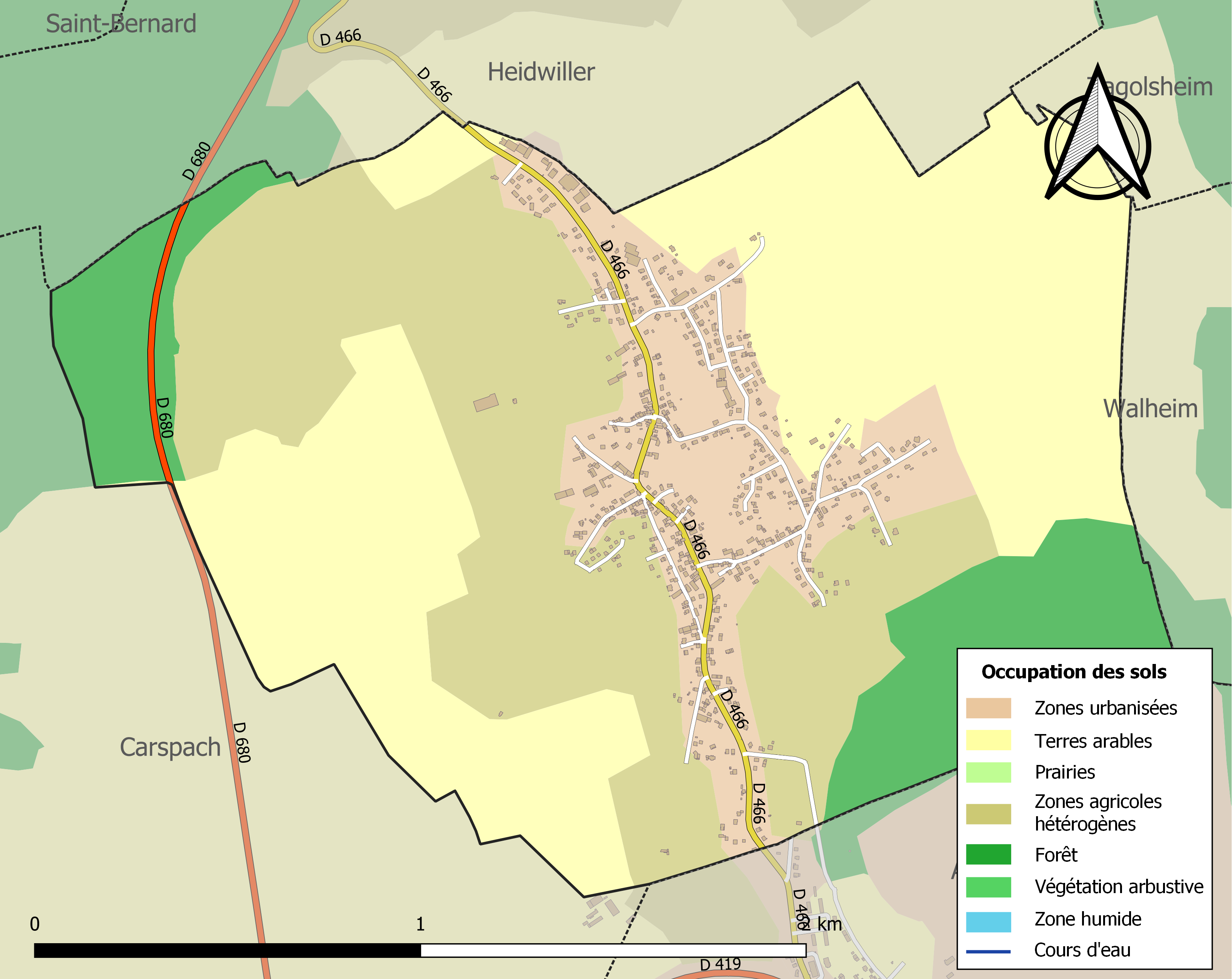
Carte des infrastructures et de l'occupation des sols de la commune en 2018 (CLC).

## Toponymie
Du vieil allemand Aba, tremble et du franc Bach = ruisseau.
La commune se nomme Àschpi en alsacien.

## Histoire
Le village semble remonter à la plus haute Antiquité, vraisemblablement à l'époque franque.  Cette commune avait autrefois une source d'eau sulfureuse froide qui était exploitée par les Romains. Cependant, il semble que la source ait déjà été exploitée du temps des Gallo-Romains. Cette source est située à la sortie du village en direction d'Altkirch. Elle est entourée par un puits à margelle (malheureusement à l'abandon) situé au milieu d'un champ de maïs.
Le village est mentionné pour la première fois en 991 alors que le monastère d'Eschau y possède des terres. À partir du XIIe siècle, le prieuré de Saint-Morand à Altkirch possède dans le village une cour colongère. Jusqu'à la fin du XVIIe siècle, le village est placé sous la dépendance de la mairie de Hundsbach, administrée par la seigneurie d'Altkirch, gouverné par les comtes de Ferrette.
Plus tard, ce sont les descendants du duc d'Autriche, seigneurs de Habsbourg qui gouvernent le village. À la fin du XVe siècle, la région est le théâtre de luttes incessantes entre les Bourguignons et les Armagnacs au cours de la guerre de Cent Ans. En 1469, le duc d'Autriche, à court d'argent, vend ses terres de haute Alsace à Charles le Téméraire, duc de Bourgogne qui nomme un grand bailli, Pierre de Hagenbach pour rétablir la paix dans la région. Mais celui-ci s'attire la colère du peuple par ses maladresses. Il est capturé et décapité à Breisach (Baden-Württemberg) par les États alsaciens coalisés en 1474. En signe de vengeance, son frère Étienne de Hagenbach pénètre dans la région avec ses troupes bourguignonnes et ravage tout sur son passage. Cette invasion est fatale à Aspach comme à Altkirch.
C'est à cette période qu'est détruite la première église du village. Un second lieu de culte a été reconstruit, probablement sur le même emplacement en 1502, comme en témoigne la clef de voûte de l'actuel clocher à toit en bâtière. Le village à peine relevé doit faire face à l'arrivée des Suédois pendant la guerre de Trente Ans dans les années 1630.
On note alors la disparition du village-jumeau d'Aspach, appelé Lottringen. Ce village disparu vaut aujourd'hui au village le surnom de Lott-Aspi en langue alsacienne. Le XVIIe siècle ramène la prospérité et la paix. En 1814, la paroisse d'Aspach qui dépendait jusqu’alors de la paroisse de Carspach devient autonome. La commune forme alors une nouvelle commune avec Obermorschwiller et Carspach.
Le village a grandement souffert lors du premier conflit mondial, puisque situé sur la ligne de front. Il a ainsi été évacué pendant plus de deux ans.
La commune a été décorée, le 17 mars 1922, de la croix de guerre 1914-1918.

## Politique et administration

### Découpage territorial
La commune d'Aspach est membre de la communauté de communes Sundgau, un établissement public de coopération intercommunale (EPCI) à fiscalité propre créé le 15 juin 2016 dont le siège est à Altkirch. Ce dernier est par ailleurs membre d'autres groupements intercommunaux.
Sur le plan administratif, elle est rattachée à l'arrondissement d'Altkirch, à la circonscription administrative de l'État du Haut-Rhin, en tant que circonscription administrative de l'État, et à la région Grand Est.
Sur le plan électoral, elle dépendait jusqu'en 2020 du  canton d'Altkirch pour l'élection des conseillers départementaux au sein du conseil départemental du Haut-Rhin. Depuis le 1er janvier 2021, elle dépend du même canton pour l'élection des conseillers d'Alsace au sein de la collectivité européenne d'Alsace.

### Liste des maires
| Période                                  | Période                   | Identité                                       | Étiquette | Qualité               |
| ---------------------------------------- | ------------------------- | ---------------------------------------------- | --------- | --------------------- |
| Les données manquantes sont à compléter. |                           |                                                |           |                       |
| avant 1981                               | ?                         | Rémy Martin                                    |           |                       |
| avant 1995                               | mars 2014                 | Antoine Reichlin                               | SE        |                       |
| mars 2014                                | En cours (au 31 mai 2020) | Fabien Schoenig Réélu pour le mandat 2020-2026 | SE        | Professeur des écoles |

### Budget et fiscalité 2015
En 2015, le budget de la commune était constitué ainsi :
- total des produits de fonctionnement : 738 000 €, soit 634 € par habitant ;
- total des charges de fonctionnement : 616 000 €, soit 529 € par habitant ;
- total des ressources d'investissement : 691 000 €, soit 594 € par habitant ;
- total des emplois d'investissement : 191 000 €, soit 164 € par habitant ;
- endettement : 1 398 000 €, soit 1 201 € par habitant.

Avec les taux de fiscalité suivants :
- taxe d'habitation : 17,28 % ;
- taxe foncière sur les propriétés bâties : 12,12 % ;
- taxe foncière sur les propriétés non bâties : 79,76 % ;
- taxe additionnelle à la taxe foncière sur les propriétés non bâties : 50,60 % ;
- cotisation foncière des entreprises : 18,72 %.

## Population et société

### Démographie
L'évolution du nombre d'habitants est connue à travers les recensements de la population effectués dans la commune depuis 1793. Pour les communes de moins de 10 000 habitants, une enquête de recensement portant sur toute la population est réalisée tous les cinq ans, les populations de référence des années intermédiaires étant quant à elles estimées par interpolation ou extrapolation. Pour la commune, le premier recensement exhaustif entrant dans le cadre du nouveau dispositif a été réalisé en 2006.

En 2022, la commune comptait 1 141 habitants, en évolution de +1,15 % par rapport à 2016 (Haut-Rhin : +0,66 %, France hors Mayotte : +2,11 %).
| 1793 | 1800 | 1806 | 1821 | 1831 | 1836 | 1841 | 1846 | 1851 |
| ---- | ---- | ---- | ---- | ---- | ---- | ---- | ---- | ---- |
| 307  | 281  | 402  | 482  | 551  | 628  | 659  | 740  | 739  |

| 1856 | 1861 | 1866 | 1871 | 1875 | 1880 | 1885 | 1890 | 1895 |
| ---- | ---- | ---- | ---- | ---- | ---- | ---- | ---- | ---- |
| 680  | 640  | 644  | 616  | 560  | 582  | 588  | 578  | 596  |

| 1900 | 1905 | 1910 | 1921 | 1926 | 1931 | 1936 | 1946 | 1954 |
| ---- | ---- | ---- | ---- | ---- | ---- | ---- | ---- | ---- |
| 604  | 608  | 643  | 523  | 584  | 586  | 541  | 556  | 579  |

| 1962 | 1968 | 1975 | 1982 | 1990 | 1999 | 2006  | 2011  | 2016  |
| ---- | ---- | ---- | ---- | ---- | ---- | ----- | ----- | ----- |
| 588  | 568  | 629  | 758  | 887  | 981  | 1 132 | 1 132 | 1 128 |

| 2021  | 2022  | - | - | - | - | - | - | - |
| ----- | ----- | - | - | - | - | - | - | - |
| 1 134 | 1 141 | - | - | - | - | - | - | - |

## Culture locale et patrimoine

### Lieux et monuments

#### Patrimoine religieux

##### Église Saint-Laurent

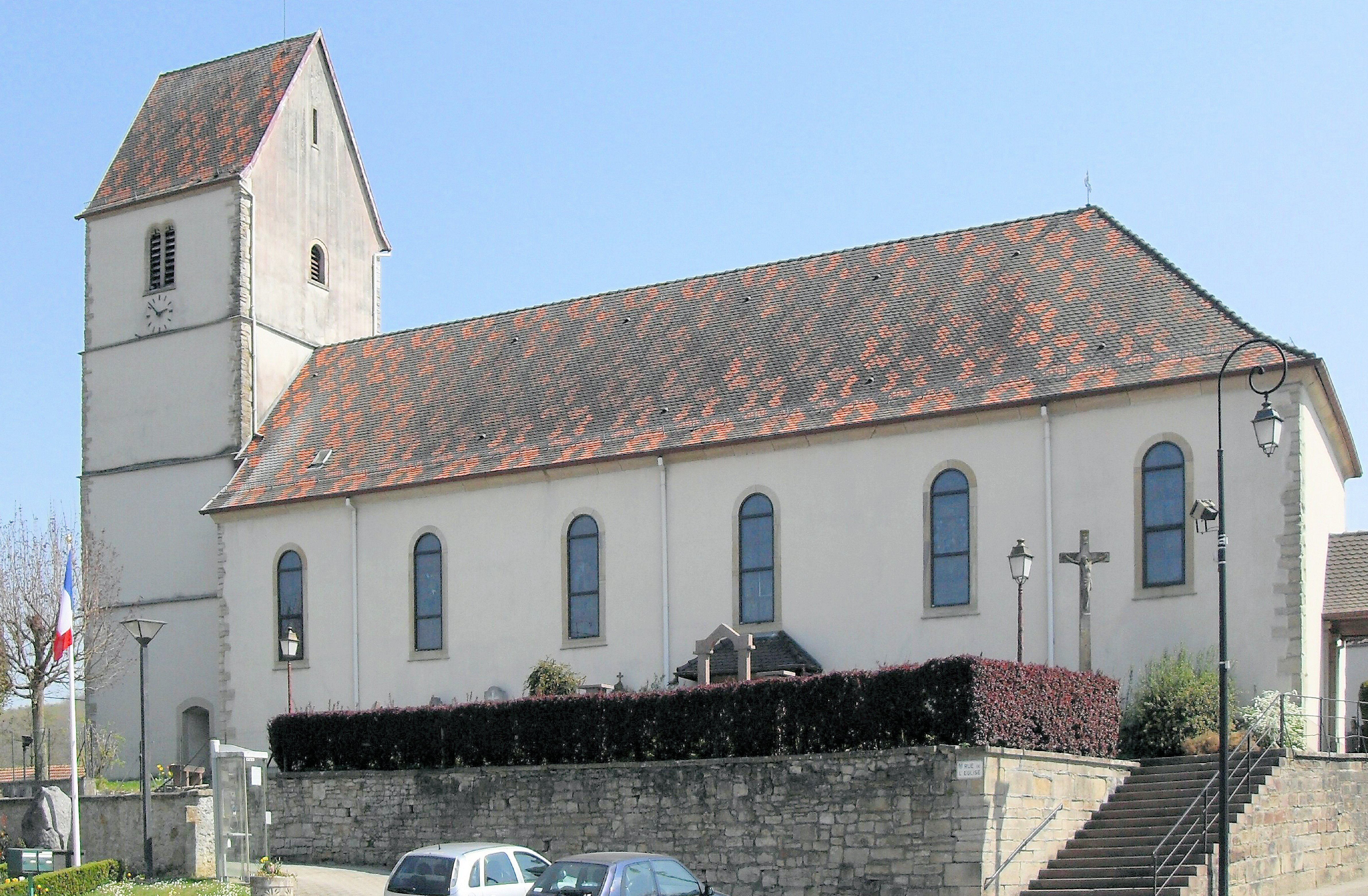
L'église Saint-Laurent.

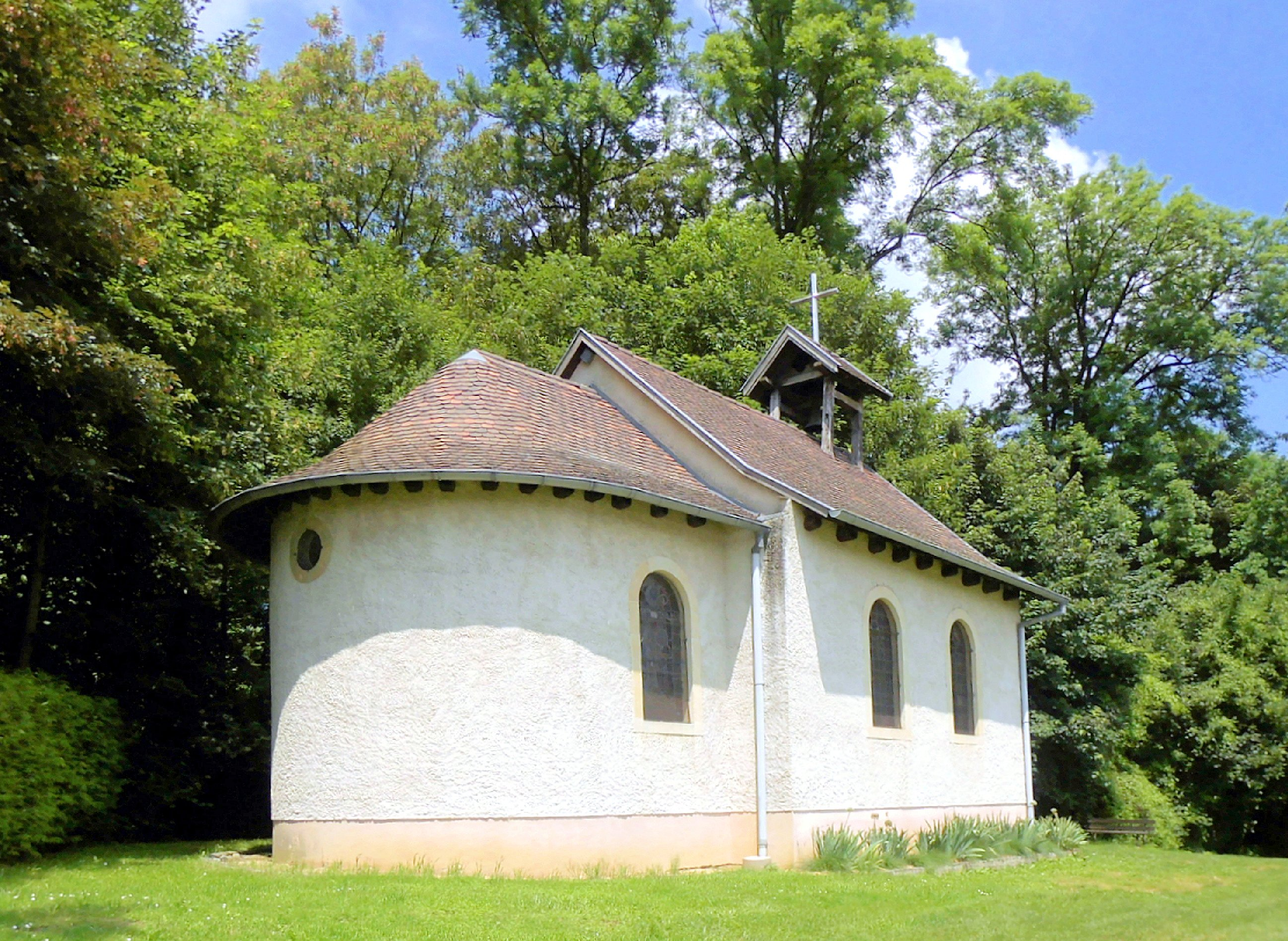
Chapelle Notre-Dame de la Litten.

L'église est mentionnée en 1282, et est reconstruite en 1502 dans le style gothique. Le chœur est voûté et la clé de voûte porte cette inscription en allemand : M CCGCC und II, Jor ist diser Kor angefang", soit l'an 1502 ce chœur a été commencé". Une custode sculptée d'allure ogivale est réalisée à la même époque : elle renferme dans un écrin de verre l'hostie consacrée, exposée dans l’ostensoir. Le clocher dont le toit en bâtière s'élève sur trois étages est également percé d'ouvertures gothiques.
En 1829, la nef est remaniée et le portail encadré de deux colonnes monolithiques de facture antique. L'ancien chœur est alors déplacé du cœur de la sacristie et remplacée par un nouveau chœur.
L'orgue a été transformé par Georges Schwenkedel, en 1924, dans des conditions discutables.

##### Notre-Dame de la Litten
La chapelle de la Litten fut érigée en 1862 en mémoire d'une léproserie et fit l'objet d'une rénovation en 1984. La nef est rectangulaire à 2 travées prolongée par un chevet semi-circulaire ; un beffroi en bois se dresse sur la toiture.

##### Statue de Jean Népomucène (1779)
Le saint est représenté de manière traditionnelle, en chanoine, tenant un crucifix.

#### Monuments commémoratifs
- Monument aux morts[32].
- Stèle commémorative.

### Patrimoine naturel
- Source d'eau sulfureuse Méridienne[33].
- L'inventaire national du patrimoine naturel de la commune a permis de recenser 101 taxons terminaux (espèces et infra-espèces)[34].

### Héraldique
| Blason d'Aspach | Les armes d'Aspach se blasonnent ainsi : « D'argent à trois trembles arrachés de sinople. » |